# Accrediting Council for Independent Colleges and Schools
Der Accrediting Council for Independent Colleges and Schools (ACICS) ist eine 1912 gegründete, gemeinnützige Bildungseinrichtung, welche vom US-amerikanischen Bildungsministerium (United States Secretary of Education) und vom Council for Higher Education (CHEA) anerkannt ist. ACICS ist ein unabhängiges und autonomes Akkreditierungsinstitut, welches Institutionen akkreditiert, die Studiengänge bis zum Master-Level anbieten.